# Фрауенау
Фрауенау (нім. Frauenau) — громада в Німеччині, розташована в землі Баварія. Підпорядковується адміністративному округу Нижня Баварія. Входить до складу району Реген.
Площа — 60,14 км2. Населення становить 2693 ос. (станом на 31 грудня 2020).